# Famille de Sainte-Croix
La Famille de Sainte-Croix est une famille spirituelle formée de quatre congrégations religieuses catholiques de frères et de religieuses qui se réclament de l'héritage du Père Basile Moreau :
- la Congrégation de Sainte-Croix (pères et frères) dont la maison-mère est désormais à Rome ;
- les Marianites de Sainte-Croix (France et Louisiane, États-Unis) ;
- les Sœurs de Sainte-Croix (Canada) ;
- les Sœurs de la Sainte-Croix (Indiana, États-Unis).